# Тёмные овсянки
Тёмные овсянки (лат. Haplospiza) — род воробьиных птиц из семейства танагровых.

## Экология
Питаются семенами бамбука.

## Классификация
В состав рода включают два вида.
- Haplospiza rustica (Tschudi, 1844) — Шиферная тёмная овсянка
- Haplospiza unicolor Cabanis, 1851 — Одноцветная тёмная овсянка

## Распространение
Представители рода встречаются в от южной Мексики до северо-восточной Аргентины. Вид Haplospiza unicolor обитает на высотах до 1400 м над уровнем моря, вид Haplospiza rustica предпочитает более возвышенные участки от 1500 м до верхней границы лесной растительности.